# Joan Pelegrí i Partegàs

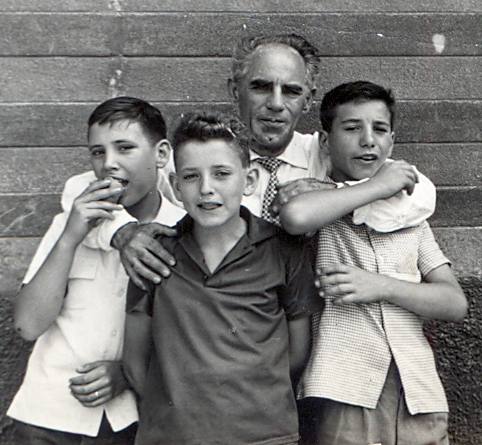
Joan Pelegri anys 60

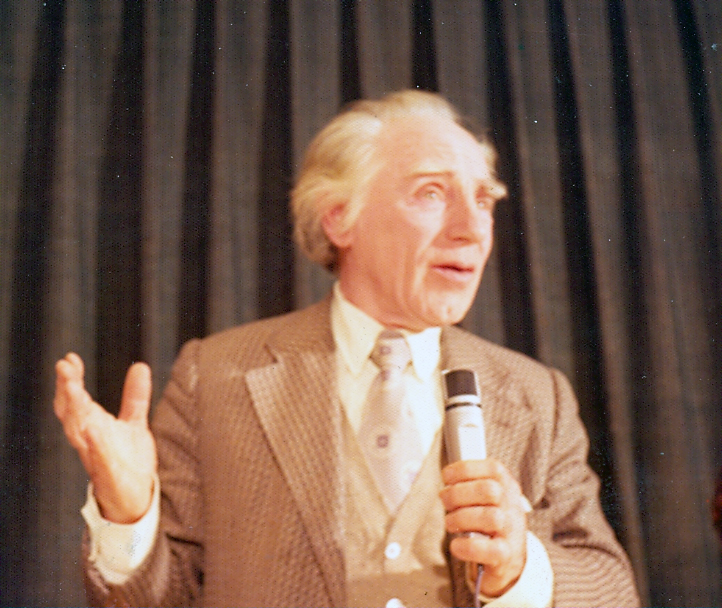
Joan Pelegrí anys 70

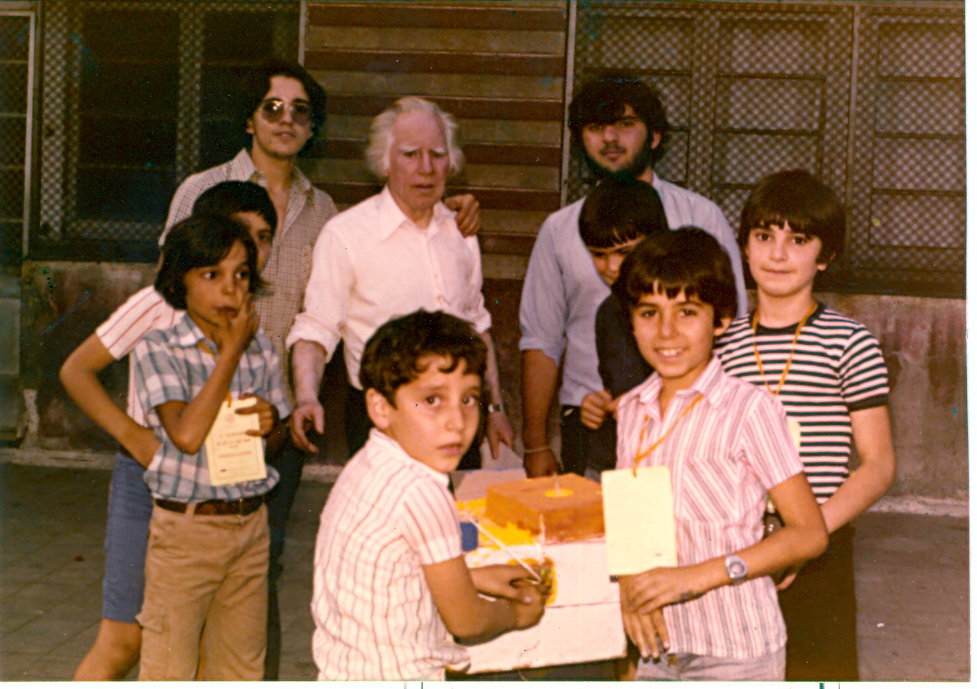
Joan Pelegrí 1979. Focs de Sant Joan Centre Montserrat-Xavier

Joan Pelegrí i Partegàs (Barcelona 1910- 27 de març de 1998) fou un metge, historiador i pedagog català. Dugué a terme una tasca cívica i pedagògica al Centre Montserrat-Xavier i a l'Escola Tècnica Professional d'Hostafrancs, de la qual fou un dels fundadors el 1940, institucions vinculades a l'Acadèmia de la Llengua Catalana de les Congregacions Marianes, que dirigí durant molts anys, i que el 1993 adoptaren conjuntament el nom d'Escola Joan Pelegrí.

## Biografia

### Orígens
El seu pare, Joan Pelegrí i Nicolau (1880-1941), fou un alt funcionari primer de la Mancomunitat de Catalunya i després de la Generalitat de Catalunya, mentre que la seva mare, Francisca Partegàs i Forcada (1878-1927), era filla de pagesos de l'Ametlla del Vallès. El seu germà era Antoni Pelegrí i Partegàs.

### Formació
La primera escola a la qual va anar fou els Escolapis de Sant Antoni, ja que en aquella època vivia a la Ronda Sant Pau. Quan la família es trasllada a viure al Portal de l'Àngel, Joan Pelegrí es trasllada als Escolapis del carrer Diputació. En aquesta època quedà impactat per la mort de Prat de la Riba. L'any 1918 hi ha una epidèmia de grip a Barcelona i el jove Pelegrí la pateix junt amb una meningitis, que l'afectà l'oïda esquerra. El batxillerat el va fer a l'Institut Balmes, a la plaça Universitat.
A partir dels vuit anys va anar a viure al Portal de l'Àngel número 15-17 (en aquests moments hi ha el Banc d'Espanya a Barcelona). Des del balcó de casa seva veu passar l'enterrament del president de la Mancomunitat de Catalunya, Enric Prat de la Riba, una imatge que el va marcar de per vida.
L'any 1926 se sap que treballava al barri d'Hostafrancs com a catequista al "Centre Instructiu de la Mare de Déu de Montserrat i Sant Francesc Xavier" (centre més conegut com a Centre Montserrat-Xavier), que la Congregació Mariana Universitària de Barcelona creà un 25 de març de 1904.
Joan Pelegrí, conegut per tothom com a "Pele", esdevindrà l'ànima d'aquest centre durant més de 60 anys. Des de 1926 compagina la tasca al Centre Montserrat-Xavier amb els estudis. Cursà estudis de batxillerat i el 1934 començà la carrera de medicina. En "Pele" és un dels fundadors dels Follets de Sant Jordi (1933) junt amb Josep Artigas i Basté, Gabriel Faura i Ubach i Xavier Gugel (Els follets foren de les primeres agrupacions escoltes de Catalunya i amb els anys esdevindrien, després d'anomenar-se Agrupament Escolta Sant Bernat de Claravall, l'Agrupament Escolta i Guia Montserrat-Xavier). El 1932 serà vicesecretari de la Junta del Centre. Viurà de prop la proclamació de la República Catalana per part de Francesc Macià. Per aquesta època milità a Nosaltres Sols i escriu articles en la revista del mateix nom.

### La República i l'exili
El 1931 fa el servei militar a la caserna d'artilleria de les Drassanes de Barcelona (és la primera lleva de la Segona República).
A partir de la sublevació dels militars rebels del 18 de juliol de 1936, a Joan Pelegrí li canvia la vida per ser denunciat amb motiu de les seves conviccions religioses, és detingut pels milicians de l'U.G.T., els quals el lliuren als mossos d'esquadra que li aconsellen marxar de Catalunya. Va ser l'any 1939 quan Pele torni a terres catalanes.

### Activitat durant el franquisme
El 15 de gener de 1941 mor el seu pare (Joan Pelegrí i Nicolau), que en aquells moments era secretari de la Diputació de Barcelona. Aquell mateix any Joan Pelegrí esdevindrà president del Centre Montserrat-Xavier, càrrec que ocuparia fins a la seva mort.
A finals dels anys 40 comença la seva tasca com a metge al monestir de Montserrat, aquí coneixerà a l'abat Escarré. A partir de 1956 va col·laborar, donant-li impuls, en la revista Serra d'Or.
El 1962 publicà el seu primer llibre: La premsa en català (1920-1962). Compaginava les seves activitats amb visites que feia, periòdicament, als catalans que eren a l'exili. En aquestes visites coneixerà, entre d'altres, a: Pau Casals i Josep Tarradellas. A principis dels 60, animat per uns amics de Perpinyà, començà a participar en els Jocs Florals de la llengua catalana a l'exili, amb un estol de premis fins a l'any 1976 (1965 a París el Premi Prat de la Riba, 1966 a Caracas el Premi Prat de la Riba, 1968 a Zuric el Premi Prat de la Riba i entre tots ho farem tot, 1969 a Mèxic el Premi Prat de la Riba i Lluís Companys, 1970 a Tübingen el Premi Prat de la Riba, 1971 a Brussel·les el Premi Rovira i Virgili, 1972 a Ginebra el Premi Prat de la Riba, 1974 a Amsterdam el Premi Prat de la Riba, 1975 a Caracas el Premi President Companys, i, per acabar, 1976 a Lausana el Premi Prat de la Riba).

### Els darrers anys

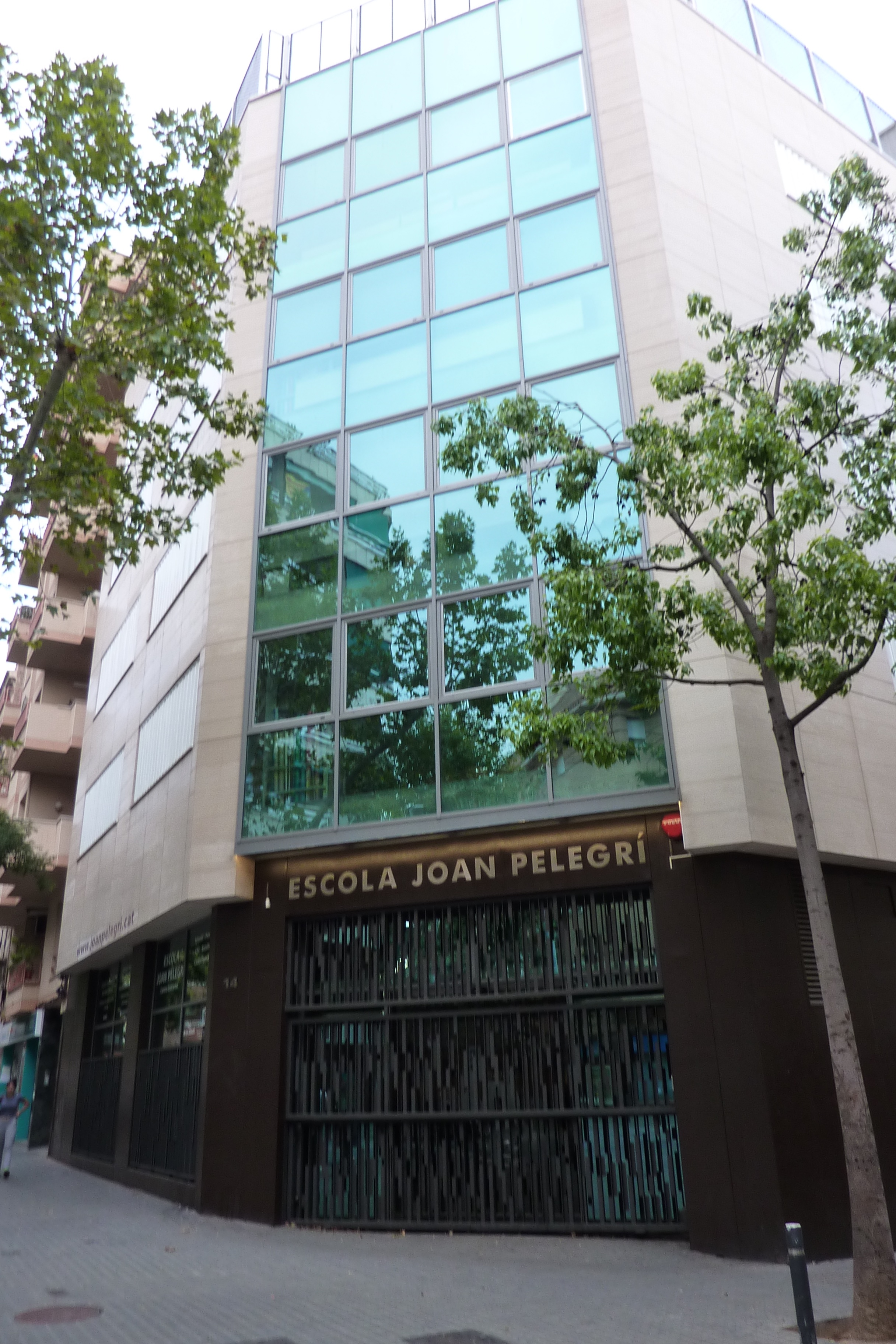
Actual seu de l'Escola Joan Pelegrí (Hostafrancs, Barcelona)

Si bé a principis dels 70 començà a publicar la majoria dels seus llibres. Amb l'entrada de la democràcia veu reconeguda la seva trajectòria humanística i catalana amb diversos guardons: la Creu de Sant Jordi El 1984, el Premi Actuació Cívica fundació Jaume I el 1986, any en què, també, rep de Casa Nostra de Suïssa (de la qual fou el principal impulsor en la seva creació) un premi a un treball realitzat sobre l'esdevenidor dels Casals Catalans a la diàspora, era el Premi als Drets Humans atorgat per l'Associació d'Amics de la Història i les Tradicions. Realitzà una tasca important en l'Associació de Veïns d'Hostafrancs, col·laborant al butlletí La Veu del Barri.
El 1994 les escoles de la Fundació Cultural Hostafrancs arriben a un acord, en el norantè aniversari del Centre Montserrat-Xavier, per realitzar un homenatge al doctor Joan Pelegrí i anomenar escola Joan Pelegrí als centres del carrer Ermengarda i Torre Damians, en reconeixement de la seva continuada dedicació.
Joan Pelegrí i Partegàs morí el 27 de març de 1998, gairebé el mateix dia que el Centre Montserrat-Xavier, que tant estimava, celebrava anys de la seva fundació. Molts amics seus van assistir a l'església de l'Àngel Custodi d'Hostafrancs per donar-li l'últim adeu. Qui més el coneixien asseguraven que Joan Pelegrí fou un home independent que va saber estimar els homes, la seva pàtria Catalunya i, en particular, el barri d'Hostafrancs de Barcelona. El 26 de març de 2011 s'inaugurava la plaça Joan Pelegrí just darrere del carrer de la Creu Coberta al barri d'Hostafrancs de Barcelona.

## Obres
- Costums catalans (1962)
- La premsa en català (1920-1960) (1962)
- Tres dimensions educacionals (1968)
- Combat per la fe (1969)
- Catalunya Avui (1973)
- Cinquanta anys d'Orfeo Atlàntida (1977)
- Cronologia dels Països Catalans (segles XI-XX) (1977)
- Basquet Ateneu Montserrat (1978)
- Setanta-cinc anys de tasca cultural (1904-1979) (1979)
- Fumerades d'adolescent (1986)
- Quico Vila-Abadal (1981)
- Fidelitat a Catalunya. Fragments de prosa patriòtica catalana (Bcn: Editorial Millà, 1986) - recopilació de textos a cura de Pelegrí.
- Seu del Consell del Districte de Sants-Montjuïc (1989)
- Memòries d'en Jordi Montserrat (1990)
- És per tu noi...noia (1991)
- Síntesi educativa i els avis (1992)
- 72 hores de República catalana (1993).
- Els infants també seran ciutadans (1994)

## Premis literaris
- Prat de la Riba als Jocs Florals de la Llengua Catalana de Zuric, 1968: Les arrels humanes i jurídiques de la nacionalitat catalana.
- Prat de la Riba als Jocs Florals de la Llengua Catalana de Mèxic, 1969: L'europeïtzació de Catalunya.
- President Companys als Jocs Florals de la Llengua Catalana de Mèxic, 1969: Dues etapes exemplars de democràcia catalana.
- Prat de la Riba als Jocs Florals de la Llengua Catalana de Tubingen, 1970: Crisi de ciutadania a la Catalunya contemporània.
- Prat de la Riba als Jocs Florals de la Llengua Catalana de Ginebra, 1972: Una batalla guanyada.
- President Companys als Jocs Florals de la Llengua Catalana de Caracas, 1975: Tres moments històrics de la Generalitat de Catalunya.
- Prat de la Riba als Jocs Florals de la Llengua Catalana de Lausana, 1976: Fracàs social de la Mancomunitat de Catalunya.
- Casa Nostra de Zurich, 1986: El futur dels casals.
- Antoni Rovira i Virgili als Jocs Florals de la Llengua Catalana de Brussel·les: 78 hores d'història catalana (República Catalana, 1931).
- Prat de la Riba als Jocs Florals de la Llengua Catalana de París, 1965: Punts concrets de primació per a la comunitat dels Països Catalans.
- Prat de la Riba als Jocs Florals de la Llengua Catalana d'Amsterdam: Els antecedents cívics i polítics de la Mancomunitat de Catalunya.
- Prat de la Riba als Jocs Florals de la Llengua Catalana de Caracas: Poble i Estat[6].